# MBC 스테이션
MBC 스테이션은 목포MBC 표준FM(FM 89.1MHz)에서 매주 월요일에 방송했던 전라남도 서남부 지역의 라디오 프로그램이다. 2024년 6월 24일 자로 8개월만에 폐지되었다.

## 같이 보기
- 목포문화방송
- MBC 표준FM
- 박준형, 박영진의 2시 만세